# 大倉士門
大倉 士門（おおくら しもん、1993年〈平成5年〉3月16日 - ）は、日本のモデル・タレント・俳優。
京都府京田辺市出身。エイジアプロモーション所属→フリーで活動→個人事務所設立。
妻はモデルでタレントの池田美優。弟がいる。

## 略歴
ジャニーズ事務所に所属していたことがあり、2009年には関西ジャニーズJr.の一員として雑誌にも登場していた。京都府立南陽高等学校を卒業し、京都の大学に進学するが、3か月で退学し、上京する。早稲田大学進学を目指すが受からず、日本大学法学部政治経済学科へ進む。
渋谷で美容室の人に声をかけられたことをきっかけにヘアカタログのモデルを経験。その後、雑誌『Popteen』関係者にスカウトされ、同誌で読者モデルデビュー。『Popteen』のほかに『Samurai ELO』などで男性モデルを務め、『Popteen』では「中高生が選ぶ好きな男性モデル」1位を獲得。こんどうようぢ、藤田富らとともに人気男性読者モデルとなる。
2014年3月より芸能事務所に所属。以降、バラエティ番組やテレビドラマ・舞台出演など、タレント・俳優としても活動する。2014年、「Twitterの2014年」芸能部門にて4位にランクインした。
2015年時点で現役大学生であることを明かしていたが、その後卒業。
2021年4月1日より、フリーで活動する。約1年半活動した後、2022年10月21日に個人事務所を設立した。
2022年10月22日、自身のTwitterで、かねてから交際していたファッションモデルでタレントの池田美優と結婚したことを発表した。

## 出演

### テレビドラマ
- 問題のあるレストラン 第4話（2015年2月5日、フジテレビ）
- 原宿ドラゴン（2015年4月11日 - 12月5日、TOKYO MX） - 大倉士門（本人） 役[22]
- 連続テレビ小説 まれ 第62話（2015年6月9日、NHK） - 佐竹 役[2]
- ナポレオンの村 第1話（2015年7月19日、TBS）
- SHIBUYA零丁目（2016年4月24日、フジテレビ）
- その「おこだわり」、私にもくれよ!! 第6話（2016年5月14日、テレビ東京） - 大倉士門（本人） 役
- 銀と金 第7話 - 第9話（2017年2月19日 - 3月5日、テレビ東京） - 岡部真人 役
- トモダチゲーム（2017年4月6日 - 27日、tvk ほか全国8局） - 四部誠 役[23]
- 兄に愛されすぎて困ってます 第1話・第2話、最終話（2017年4月13日・20日、5月11日、日本テレビ） - 中西君 役

### 配信ドラマ
- 走れ!サユリちゃん（2015年11月27日 - 12月18日、日テレ無料TADA / Umabi） - 木場純平 役[24]
- SHIBUYA零丁目（2016年4月2日、FOD）
- イタズラなKiss THE MOVIE 番外編（2016年、ゲオチャンネル） - 池沢金之助 役
  - History of KOTOKO〜琴子の恋物話（11月11日）
  - History of KOTOKO〜直樹の受難（12月2日）
  - 進学試験と琴子のバイト（12月23日）
- ガキ☆ロック〜浅草六区人情物語〜（2017年4月14日 - 6月23日、Amazonプライム・ビデオ） - 富山 役

### バラエティ
- SASUKE（2014年〔第30回〕- 2015年〔第31回〕、TBS）[25]
- SICKS〜みんながみんな、何かの病気〜 第1話 - 第9話（2015年10月10日 - 12月5日、テレビ東京） - TV番組AD 役[26]
- あいのり：Asian Journey（2017年10月26日 - 2018年3月22日、FOD・Netflix / 2018年1月13日 - 6月30日、フジテレビ）[27]
- 恋するハチスタ（2019年11月8日 - 2020年6月12日、LINE LIVE ハチスタチャンネル） - MC
- 東京バズストーリー（2020年11月28日・2021年3月27日・7月31日、仙台放送 / 2021年1月2日・4月29日・8月25日、フジテレビ） - MC
- みんなで楽しむ『第4回 ニュース・博識甲子園』（2021年7月26日 - 30日 / 8月2日 - 6日、SmartNews） - 番組進行[28]
- 京暮士門（2025年4月4日 - 、KBS京都） - MC[29][30]

### 配信番組
- ディズニーゲームワールド（2023年2月6日 - 、YouTube） - MC[31]
- ツムツム道場（2024年11月15日 - 、YouTube）[32]

### ラジオ
- 大倉士門 はんなり士門塾（2016年10月2日 - 2018年3月25日、FM-FUJI）[33]
- 須田亜香里・大倉士門 × ASUNAL TREASURE（2021年4月2日 - 、FM AICHI）

### 舞台
- BIOHAZARD THE STAGE（2015年10月22日 - 11月1日、EX THEATER ROPPONGI） - マシュー・ラッセル 役[34][注 2]
- 梅と桜木と木瓜の花（2016年7月11日 - 30日、博多座） - 清太郎 役

### 映画
- 東京〜ここは、硝子の街〜（2014年11月8日、ムービーマジック）
- イタズラなKiss THE MOVIE 〜ハイスクール編〜（2016年11月25日、ギャガ・プラス） - 池沢金之助 役[35]
  - イタズラなKiss THE MOVIE2 〜キャンパス編〜（2017年1月27日）[35]
  - イタズラなKiss THE MOVIE3 〜プロポーズ編〜（2017年11月25日）[35]
- トモダチゲーム（2017年6月3日、キャンター） - 四部誠 役[23]
  - トモダチゲーム 劇場版FINAL（2017年9月2日）
- 便利屋エレジー（2017年6月24日、アイエス・フィールド） - 山下雄二 役
- 兄に愛されすぎて困ってます（2017年6月30日、松竹） - 中西君 役[36][37]

### オリジナルビデオ
- ドラゴンヤンキー（2015年8月26日レンタル開始 / 9月2日セル発売、キュリオスコープ）

### ミュージックビデオ
- Kaleido Knight「君がいたから」（2014年5月14日）[38]
- ROYALcomfort「もう嫌って」（2015年2月25日） - みちょぱと恋人役として共演[39]
- コタクラ「再会」（2015年11月14日）[40]
- がんばれ!Victory「サヨナラ」（2016年3月13日）[41]

### ファッションショー・イベント
- 関西コレクション（2014年・2015年・2018年[42]・2019年[43]・2022年[44]）
- 東京ガールズコレクション（2014年・2015年）
- 神戸コレクション（2015年）
- 福岡アジアコレクション 2018（2018年）[45]
- TOXIC GIRLS FILE 2019（2019年9月8日、東別院ホール） - メインMC[46]
- 超十代-ULTRA TEENS FES- 2021 PREMIUM（2021年3月30日、豊洲PIT） - MC[47]
- 超超十代-ULTRA TEENS FES-2022＠TOKYO（2022年3月31日、渋谷ヒカリエホール） - 1STステージMC[48]
- 321夏祭り2022（2022年8月28日） - MC[49]
- FASHION LEADERS 2022（2022年9月24日、なんばHatch） - MC[50]
- MISCOLLECTION 2023 in お台場冒険王2023 supported by ヤマザキビスケット（2023年8月19日、お台場冒険王2023 SUMMER SPLASH!「ロッテ ふ〜せんガム」ステージ） - MC[51]
- 超十代 -ULTRA TEENS FES- 2024@TOKYO（2024年3月28日、渋谷ヒカリエホール） - MC[52]
- FUKUOKA TEENS FES feat.アヴニールスクール-カリスマ祭-（2024年8月25日、TKPエルガーラ大ホール） - MC[53]

### 広告・CM
- DISM（2023年11月 - ） - イメージキャラクター[54]

### その他
- 読モボーイズ[55]
- アベイル イメージモデル[56]

## 書籍
- 大倉士門フォトブック『笑う士門には福来る。』（2014年11月28日、三栄書房）ISBN 978-4779623554

### 雑誌
- Popteen（角川春樹事務所）メンズモデル
- samurai ELO（インフォレスト）
- CHOKi CHOKi GiRLS「妄想パラダイス学園」（2014年[57] - 、内外出版社）[12]
- FINEBOYS（2015年 - 、日之出出版）[58]